# Шендриков Максим Сергійович
Макси́м Сергі́йович Шендриков (30 грудня 1992, м. Ніжин, Чернігівська область — 23 квітня 2022, Донецька область) — український військовослужбовець, військовий льотчик, капітан 12 ОБрАА Повітряних сил Збройних сил України, учасник російсько-української війни. Лицар ордена Богдана Хмельницького III ступеня (2022, посмертно), кавалер ордена Данила Галицького.

## Життєпис
Максим Шендриков народився 30 грудня 1993 року в місті Ніжині на Чернігівщині.
Навчався в Ніжинській гімназії № 3 та Чернігівському ліцеї з посиленою військово-фізичною підготовкою.
У 2014 році закінчив Харківський національний університет Повітряних сил імені Івана Кожедуба (спеціальність — льотчик вертольотів). Відтоді проходив службу в складі 12-ї окремої бригади армійської авіації.
Учасник бойових дій у зоні ООС та миротворчої місії ООН зі стабілізації ситуації у Республіці Конго (2020—2021).
Під час повномасштабного російського вторгнення захищав українське небо від російських окупантів. Учасник боїв за Київщину, Чернігівщину та схід України. Загинув 23 квітня 2022 року на Донеччині.
Похований 28 квітня 2022 року в родинному місті.
Залишилися дружина та двоє дітей.

## Нагороди
- орден Богдана Хмельницького III ступеня (24 травня 2022, посмертно) — за особисту мужність і самовіддані дії, виявлені у захисті державного суверенітету та територіальної цілісності України, вірність військовій присязі[3];
- орден Данила Галицького (28 квітня 2022) — за особисту мужність і самовіддані дії, виявлені у захисті державного суверенітету та територіальної цілісності України, вірність військовій присязі[4].